# Ришард Пиц
Ришард Леон Пиц (рођен као Ричард Леон Пиц ; 17. август 1913 — 24. јануар 1979) био је пољски фудбалер који је играо на позицији нападача.
Пиц је целу каријеру провео у свом родном граду Липини, који је данас округ Свјентохловице, у Горњој Шлески. Играо је за Напрзод Липини, тим који, упркос неколико покушаја, никада није успео да се квалификује у Екстракласу. Од 1935. до 1939. године представљао је Пољску на 24 утакмице, постигавши пет голова. Његов деби се догодио у пријатељској утакмици против Југославије, која је завршена поразом 2 : 3, 18. августа 1935. године.
Учествовао је на Летњим олимпијским играма 1936. у Берлину,  где је Пољска заузела 4. место, након пораза од Норвешке са 2 : 3. Током Олимпијских игара, играо је у три утакмице, победи од 3 : 0 у квалификацијама над Мађарском, победи у четвртфиналу над Великом Британијом од 5 : 4 и поразу од Аустрије од 1 : 3 у полуфиналу. Такође је учествовао у незаборавној утакмици на Светском првенству у фудбалу 1938. године против Бразила, коју је Пољска изгубила са 5 : 6.
Током Другог светског рата, немачки окупатори су дозволили становницима Горње Шлеске да учествују у спортским турнирима. Пицов клуб, Напрзод Липини, био је принуђен да промени име у Турн унд Спорт (ТУС) Липине. Ришард (тада познат као Рихард Пиц), заједно са својим братом Јежијем Пицом, био је кључни играч у овом тиму.
После рата, Пиц је наставио каријеру у Напрзод Липинима до 1951. године. Након пензионисања, постао је тренер.